# Фестивал Трабејка
Фестивал Трајбека (енгл. Tribeca Festival) истакнути је филмски фестивал који се одржава у округу Трајбека на Менхетну и приказује разноврстан избор независних филмова. Од својих почетака који досежу до 2002. године, фестивал је постао препознатљиво место за независне креаторе филмова у свим жанровима који могу да своје радове представе широкој публици.
Током 2006. и 2007. године фестивал је примио преко 8.600 филмских радова и одржао 1.500 пројекција. Програм фестивала укључује разноврсне независне филмове, укључујући документарне филмове, наративне прилоге и кратке игране филмове, као и програм филмова прилагођених породици. Фестивал такође садржи панел дискусије са личностима из света забаве и салон за излагање дела уметника чланова ASCAP-а. Један од карактеристичнијих делова фестивала је програм Artists Awards у којем нови уметници у успону прослављају продуценте стварајући оригинална уметничка дела која се додељују победницима такмичења. Досадашњи уметници програма Artists Awards укључују Чака Клоуза, Алекса Каца и Џулијана Шнабела.
Фестивал последњих година привлачи око три милиона људи — укључујући често неухватљиве славне личности из света уметности, филма и музике — и годишње зарађује 600 милиона долара.

## Историја
Трајбека филмски фестивал основали су 2002. године Џејн Розентал, Роберт Де Ниро и Крег Хеткоф, наводно као одговор на нападе на Светски трговински центар 11. септембра и последични губитак виталности у кварту Трајбека на Доњем Менхетну, иако постоје извештаји да је његово оснивање било у току пре догађаја од 11. септембра. Први фестивал покренут је након 120 дана планирања уз помоћ више од 1.300 волонтера. Посетило га је више од 150.000 људи  и током истог је приказано неколико надолазећих филмова. Фестивал је обухватао такмичења беседништва, документарних и краткометражних филмова; Најбоље филмове из Њујорк серије чији је куратор био Мартин Скорсезе; 13 главних панел дискусија; целодневни породични фестивал; и премијере студијских филмова Ратови звезда: Епизода II — Напад клонова ,  О дечаку, амерички римејк Инсомније, Божанске тајне сестринства Ја-Ја, Лига изванредних џентлмена као и америчку премијеру филма Спајдермен 3 и Осветници.
Фестивал је 2003. посетило више од 300.000 људи. Те године је фестивал представио проширену групу независних играних филмова, документарних филмова и кратких филмова из целог света, заједно са студијским премијерама, панел дискусијама, музичким концертима и комедијама, породичним фестивалом, спортским активностима и пројекцијама филмова на отвореном уз реку Хадсон. Породични фестивал садржао је пројекције филмова за децу, приповедање прича, породичне трибине, радионице и интерактивне игре које су кулминирале целодневним уличним сајмом који је привукао 250.000 људи.
Крајем 2003. године Де Ниро је купио позориште у улици Ворик 54, у којем је била недавно затворена Скрининг соба, уметничка кућа која је свакодневно приказивала независне филмове, преименовавши га у Трајбека биоскоп. То је постало једно од званичних места фестивала.
У настојању да послужи својој мисији приближавања независног филма најширим могућим масама, године 2006. Фестивал је проширио свој домет у Њујорку и иностранству. У Њујорку, Трајбека је била домаћин пројекција широм Менхетна, пошто је фестивалски распоред са преко 1.000 пројекција премашио капацитет у центру града. У иностранству је фестивал донео филмове на Римском филмском фестивалу. У склопу прослава у Риму, Трајбеки је додељено прво признање "Кораци и звезде" које је додељено на Шпанским степеницама. Од 4.100 пријављених филмова, укључујући 1.950 дугометражних, одабрано је 169 дугометражних филмова и 99 кратких филмова — што је три пута више од укупног броја пријављених радова са првог фестивала из 2002. године. Фестивал је имао 90 светских премијера, девет међународних премијера, 31 северноамеричку премијеру, 6 америчких премијера и 28 премијера у Њујорку.
Године 2009, Розентал, Хаткоф и Де Ниро су се нашли на 14. месту на Barron листи 25 највећих светских филантропа за њихову улогу у регенерацију економије Трајбеке након 11. септембра 
Од 2010. године фестивал као бизнис води компанија Трајбека Ентерпрајзез. Ендру Ессек је директор компаније Трајбека Ентерпрајзез од јануара 2016. године.
У 2011. години Ел-Еј Ноар је постао прва видео игра коју је препознао Трајбека филмски фестивал. Током 2013. године, Бијонд: Ту Соулз, у којој играју Елејн Пејџ и Вилем Дафо, постала је тек друга игра која је премијерно представљена на фестивалу.

## Награде

### U.S. Narrative Competition

#### Best U.S. Narrative Feature
- 2019 – Burning Cane, written and directed by Phillip Youmans.[12]
- 2018 – Diane, written and directed by Kent Jones.[13]
- 2017 – Keep the Change written and directed by Rachel Israel[14]
- 2016 – Dean, directed by Demetri Martin

#### Best Actor in a U.S. Narrative Feature Film
- 2018 – Jeffrey Wright in O.G.[13]
- 2017 – Alessandro Nivola in One Percent More Humid[14]
- 2016 – Dominic Rains for Burn Country

#### Best Actress in a U.S. Narrative Feature Film
- 2018 – Alia Shawkat in Duck Butter[13]
- 2017 – Nadia Alexander in Blame[14]
- 2016 – Mackenzie Davis for Always Shine

#### Best Cinematography in a U.S. Narrative Feature Film
- 2019 – Phillip Youmans for Burning Cane[12]
- 2018 – Wyatt Garfield for Diane[13]
- 2017 – Chris Teague for Love After Love[14]
- 2016 – Michael Ragen for Kicks

#### Best Screenplay in a U.S. Narrative Feature Film
- 2018 – Diane, written by Kent Jones[13]
- 2017 – Abundant Acreage Available, written by Angus MacLachlan[14]

### World Narrative Competition

#### Best Narrative Feature
- 2017 – Son of Sofia (O Gios tis Sofias) written and directed by el [][14]
- 2016 – Junction 48, directed by Udi Aloni
- 2015 – Virgin Mountain, directed by Dagur Kári
- 2014 – Zero Motivation, directed by Talya Lavie[15]
- 2013 – The Rocket,[16] directed by Kim Mordaunt
- 2012 – War Witch, directed by Kim Nguyen
- 2011 – She Monkeys, directed by Lisa Aschan
- 2010 – When We Leave, directed by Feo Aladag
- 2009 – About Elly, directed by Asghar Farhadi
- 2008 – Let the Right One In, directed by Tomas Alfredson
- 2007 – My Father My Lord, directed by David Volach
- 2006 – Iluminados por el fuego, directed by Tristán Bauer
- 2005 – Stolen Life, directed by Li Shaohong
- 2004 – Green Hat, directed by Liu Fendou
- 2003 – Blind Shaft, directed by Li Yang
- 2002 – Roger Dodger, directed by Dylan Kidd

#### Best New Narrative Filmmaker
- 2017 – Rachel Israel, director of Keep the Change[14]
- 2015 – Zachary Treitz for Men Go to Battle
- 2014 – Josef Wladyka for Manos Sucias[15]
- 2013 – Emanuel Hoss-Desmarais for Whitewash
- 2012 – Lucy Mulloy, Una Noche
- 2011 – Park Jung-bum for The Journals of Musan
- 2010 – Kim Chapiron for Dog Pound
- 2009 – Rune Denstad Langlo for North
- 2008 – Huseyin Karabey for My Marlon and Brando
- 2007 – Enrique Begne for Two Embraces
- 2006 – Marwan Hamed for The Yacoubian Building
- 2005 – Alicia Scherson for Play
- 2004 – Liu Fendou for Green Hat
- 2003 – Valeria Bruni Tedeschi for It's Easier for a Camel...
- 2002 – Eric Eason for Manito

#### Best Actor in a Narrative Feature Film
- 2017 – Guillermo Pfening in Nobody's Watching (Nadie Nos Mira)[14]
- 2015 – Gunnar Jónsson for Virgin Mountain
- 2014 – Paul Schneider for Goodbye to All That[15]
- 2013 – Sitthiphon Disamoe, The Rocket
- 2012 – Dariel Arrechada and Javier Nuñez Florian, Una Noche
- 2011 – Ramadhan "Shami" Bizimana in Grey Matter
- 2010 – Eric Elmosnino in Gainsbourg (Vie héroïque)
- 2009 – Ciarán Hinds in The Eclipse
- 2008 – Thomas Turgoose and Piotr Jagiello for their roles in Somers Town
- 2007 – Lofti Ebdelli in Making Of. (Akher film)
- 2006 – Jürgen Vogel in Der Freie Wille
- 2005 – Cees Geel in Simon
- 2004 – Ian Hart in Blind Flight
- 2003 – Igor Bareš in Výlet and Ohad Knoller in Yossi & Jagger

#### Best Actress in a Narrative Feature Film
- 2017 – Marie Leuenberger in The Divine Order (Die göttliche Ordnung)[14]
- 2016 – Radhika Apte in Madly (Section : Clean Shaven)
- 2015 – Hannah Murray in Bridgend
- 2014 – Valeria Bruni Tedeschi in Human Capital[15]
- 2013 – Veerle Baetens in The Broken Circle Breakdown
- 2012 – Rachel Mwanza in War Witch
- 2011 – Carice van Houten in Black Butterflies
- 2010 – Sibel Kekilli in When We Leave
- 2009 – Zoe Kazan in The Exploding Girl
- 2008 – Eileen Walsh in Eden
- 2007 – Marina Hands in Lady Chatterley
- 2006 – Eva Holubová in Holiday Makers
- 2005 – Felicity Huffman in Transamerica
- 2004 – Fernanda Montenegro in O Outro Lado da Rua
- 2003 – Valeria Bruni Tedeschi in It's Easier for a Camel...

#### Best Documentary Feature
- 2017 – Bobbi Jene, directed by Elvira Lind[14]
- 2015 – Democrats, directed by Camilla Nielsson
- 2014 – Point and Shoot, directed by Marshall Curry[15]
- 2013 – The Kill Team, directed by Dan Krauss
- 2012 – The World Before Her, directed by Nisha Pahuja
- 2011 – Bombay Beach, directed by Alma Har'el
- 2010 – Monica & David, directed by Alexandra Codina
- 2009 – Racing Dreams, directed by Marshall Curry
- 2008 – Pray the Devil Back to Hell, directed by Gini Reticker
- 2007 – Taxi to the Dark Side, directed by Alex Gibney
- 2006 – The War Tapes, directed by Deborah Scranton
- 2005 – El Perro Negro: Stories from the Spanish Civil War, directed by Péter Forgács
- 2004 – Kill Your Idols, directed by Scott Crary
- 2003 – A Normal Life, directed by Elizabeth Chai Vasarhelyi and Hugo Berkeley
- 2002 – Chiefs, directed by Daniel Junge

#### Best New Documentary Filmmaker
- 2017 – Sarita Khurana and Smriti Mundhra for A Suitable Girl[14]
- 2015 – Ewan McNicol and Anna Sandilands for Uncertain
- 2014 – Alan Hicks for Keep On Keepin' On[15]
- 2013 – Sean Dunne for Oxyana
- 2011 – Pablo Croce for Like Water
- 2010 – Clio Barnard for The Arbor
- 2009 – Ian Olds for Fixer: The Taking of Ajmal Naqshbandi
- 2008 – Carlos Carcass for Old Man Bebo
- 2007 – Vardan Hovhannisyan for A Story of People in War and Peace
- 2006 – Pelin Esmer for The Play
- 2005 – Jeff Zimbalist and Matt Mochary for Favela Rising
- 2004 – Paulo Sacramento for The Prisoner of the Iron Bars: Self-Portraits

#### Best Documentary Editing
- 2017 – Adam Nielson for Bobbi Jene

#### Best Cinematography
- 2017 – Elvira Lind for Bobbi Jene[14]
- 2015 – Magnus Jønck for Bridgend
- 2014 – Damian García for Gueros
- 2013 – Marius Matzow Gulbrandsen for Before Snowfall
- 2012 – Trevor Forrest and Shlomo Godder for Una Noche
- 2011 – Lisa Tillinger for Artificial Paradises

#### Best Screenplay
- 2017 – Ice Mother (Bába z ledu) written by Bohdan Sláma[14]
- 2015 – Dagur Kári for Virgin Mountain
- 2014 – Guillaume Nicloux for The Kidnapping of Michel Houellebecq
- 2013 – Carl Joos and Felix Van Groeningen for The Broken Circle Breakdown
- 2012 – Daniel Burman and Sergio Dubcovsky for La suerte en tus manos
- 2011 – Jannicke Systad Jacobsen for Turn Me On, Dammit!

#### Best Narrative Editing
- 2015 – Oliver Bugge Coutté for Bridgend
- 2014 – Keith Miller for Five Star

#### Best Narrative Short
- 2017 – Retouch, directed by Kaveh Mazaheri[14]
- 2015 – Listen, directed by Hamy Ramezan and Rungano Nyoni
- 2014 – The Phone Call, directed by Mat Kirkby[15]
- 2013 – The Nightshift Belongs to the Stars, directed by Edoardo Ponti
- 2010 – Father Christmas Doesn't Come Here, written by Bongi Ndaba, Sibongile Nkosana directed by Bekhi Sibiya
- 2009 – The North Road, directed by Carlos Chahine
- 2008 – New Boy, directed by Steph Green
- 2007 – The Last Dog in Rwanda, directed by Jens Assur
- 2006 – The Shovel, directed by Nick Childs
- 2005 – Cashback, directed by Sean Ellis
- 2004 – Shock Act, directed by Seth Grossman
- 2002 – Bamboleho, directed by Luis Prieto

#### Best Documentary Short
- 2017 – The Good Fight directed by Ben Holman[14]
- 2015 – Body Team 12, directed by David Darg
- 2014 – One Year Lease, directed by Brian Bolster[15]
- 2013 - Coach, directed by Bess Kargman
- 2010 – White Lines and the Fever: The Death of DJ Junebug, directed by Travis Senger
- 2009 – Home, directed by Mathew Faust
- 2008 – Mandatory Service, directed by Jessica Habie
- 2007 – A Son's Sacrifice, directed by Yoni Brook
- 2006 – Native New Yorker, directed by Steve Bilich
- 2005 – The Life of Kevin Carter, directed by Dan Krauss
- 2004 – Sister Rose's Passion, directed by Oren Jacoby
- 2003 – Milton Rogovin: The Forgotten Ones, directed by Harvey Wang
- 2002 – All Water Has a Perfect Memory, directed by Natalia Almada

### Student Visionary Award
- 2017 – Fry Day, directed by Laura Moss[14]
- 2015 – Catwalk, directed by Ninja Thyberg
- 2014 – Nesma's Bird, directed by Najwan Ali and Medoo Ali[15]
- 2013 – Life Doesn't Frighten Me, directed by Stephen Dunn
- 2010 – some boys don't leave, directed by Maggie Kiley
- 2009 – Small Change, directed by Anna McGrath
- 2008 – Elephant Garden, directed by Sasie Sealy
- 2007 – Good Luck Nedim, directed by Marko Santic and Someone Else's War, directed by Lee Wang
- 2006 – Dead End Job, directed by Samantha Davidson Green
- 2005 – Dance Mania Fantastic, directed by Sasie Sealy
- 2004 – 'Independent Lens' (American Made), directed by Sharat Raju

### Nora Ephron Prize
- 2017 – Petra Volpe, writer/director of The Divine Order[14]
- 2016 – Rachel Tunnard for Adult Life Skills
- 2015 – Laura Bispuri for Sworn Virgin
- 2014 – Talya Lavie for Zero Motivation
- 2013 – Meera Menon for Farah Goes Bang

#### Best Animated Short
- 2017 – Odd is an Egg (Odd er et egg) directed by Kristin Ulseth[14]

#### Storyscapes Award
- 2017 — TREEHUGGER : WAWONA created by Barnaby Steel, Ersin Han Ersin and Robin McNicholas[17]